# دولوريس هيتشنز
دولوريس هيتشنز (بالإنجليزية: Dolores Hitchens)‏ (22 ديسمبر 1907، سان أنطونيو في الولايات المتحدة - 1973، سان أنطونيو في الولايات المتحدة)؛ كاتِبة وروائية أمريكية. درست في جامعة كاليفورنيا.

## روابط خارجية
- دولوريس هيتشنز على موقع IMDb (الإنجليزية)
- دولوريس هيتشنز على موقع قاعدة بيانات الفيلم (الإنجليزية)